# Aurorobotys
Aurorobotys là một chi bướm đêm thuộc họ Crambidae.